# Рай (фильм, 1991)
«Рай» — кинофильм режиссёра Мэри Агнес Донох, вышедший на экраны в 1991 году.  Ремейк одноимённого французского фильма «Великий путь» («Le grand chemin») 1987 года.

## Сюжет
Уиллард Янг — десятилетний мальчик, которого мать отправила к своей лучшей подруге Лили Рид, живущей в городе под названием Рай. Лили и её муж Бен живут «в эмоциональном вакууме» с тех пор, как умер их трёхлетний сын. У Уилли появляется подруга — девятилетняя Билли Пайк. С её помощью Уилли учится разбираться в эмоциях и помогает Лили и Бену прийти в себя.

## В ролях
| Актёр          | Роль             |
| -------------- | ---------------- |
| Мелани Гриффит | Лили Рид         |
| Дон Джонсон    | Бен Рид          |
| Элайджа Вуд    | Уиллард Янг      |
| Тора Бёрч      | Билли Пайк       |
| Шейла Маккарти | Сэлли Пайк       |
| Ив Гордон      | Розмари Янг      |
| Луиз Латэм     | Кэтрин Рестон Ли |
| Грэг Трэвис    | Эрл Маккой       |

## Награды и номинации
Премия Ассоциация кинокритиков Чикаго (1992):
- Наиболее многообещающий актёр — Элайджа Вуд (Номинация);
- Наиболее многообещающая актриса — Тора Бёрч (Номинация).

Премия Молодой актёр (1992):
- Лучшая молодая актриса в кинофильме — Тора Бёрч (Награда);
- Лучший семейный кинофильм - Драма (Номинация);
- Лучший молодой актёр в кинофильме — Элайджа Вуд (Номинация).